# François Achille Bazaine

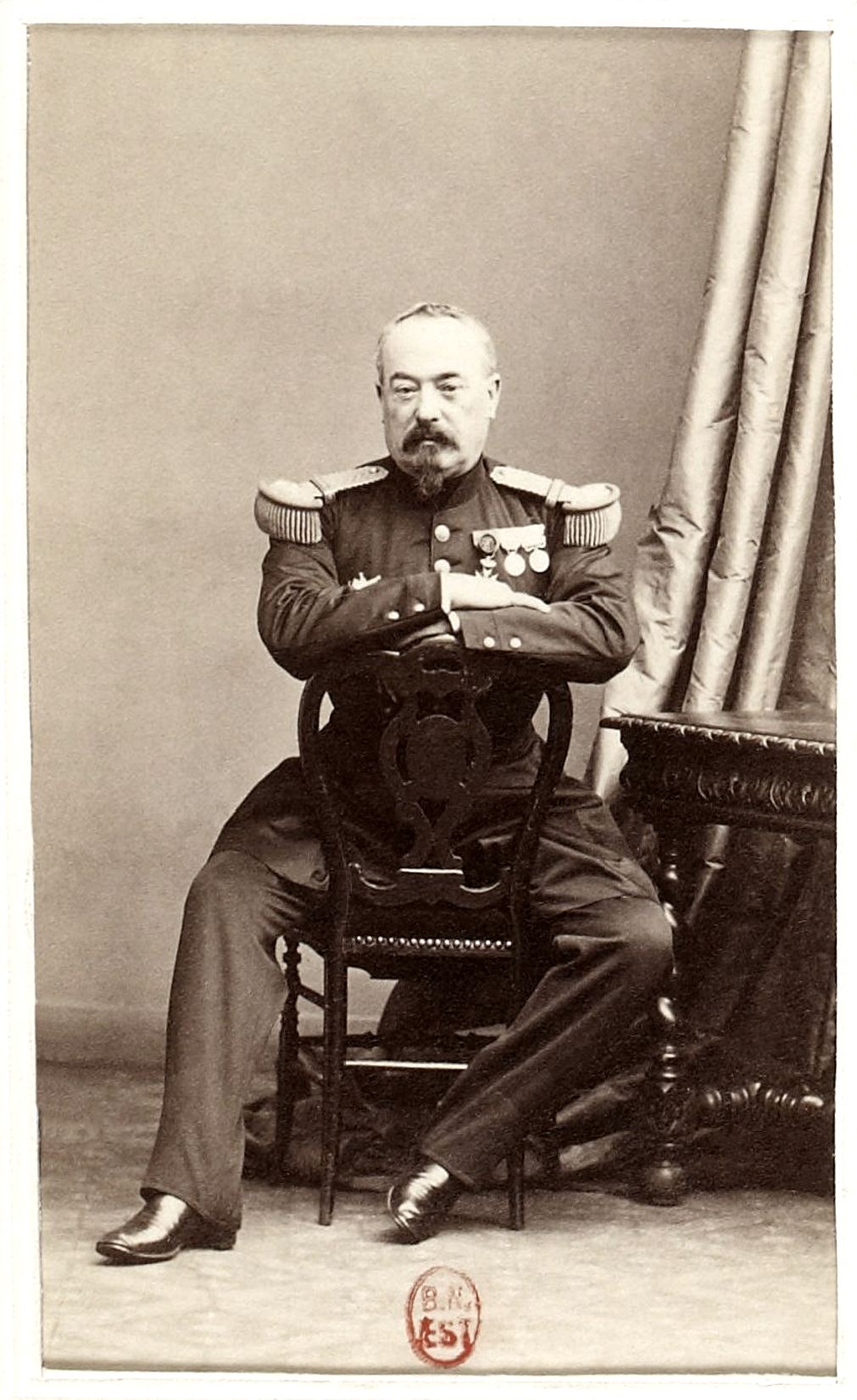
François Achille Bazaine egy 19. századi fényképen

François Achille Bazaine (Versailles, 1811. február 13. – Madrid, 1888. szeptember 22.) francia tábornok, több háborúban csapatparancsnok, 1864-től Franciaország marsallja. A porosz–francia háborúban tanúsított viselkedéséért lefokozták, bebörtönözték, megszökött, spanyolországi emigrációban halt meg.

## Életútja
A saint-cyri tisztképző intézetben nyert tiszti kiképzést. Ezt követően Afrikában szolgált az idegenlégiónál, amellyel 1835-ben Spanyolországba ment Krisztina kormányzó királyné támogatására a karlisták ellen. 1839-ben ismét Afrikába tért vissza, ahol 1850-ben ezredes lett. A krími hadjáratban mint dandártábornok a két idegenlégióbeli ezredből összeállított dandárt vezette. 1855-ben A hadjárat alatt tanúsított ügyességeért és vitézségéért soron kívül hadosztály-tábornokká léptették elő, mint ilyen 1859-ben a szárd–francia–osztrák háborúban Melegnanónál és Solferinónál tüntette ki magát. 1862-ben a Mexikóba indított sereghez osztották be és Élie Frédéric Forey tábornoknak Franciaországba való elutazása után 1863-ban a Mexikóban levő francia hadak fővezérévé nevezték ki. 1864 szeptember 5-én a császár dekrétummal Franciaország marsalljává és a Császárság szenátorává nevezte ki. 1867-ben a francia hadaknak Mexikóból való kivonulása után, előbb a III., majd 1869-ben a gárda-hadtest parancsnoka lett.
Az 1870-es hadjárat kezdetén ismét a III. hadtestet vezényelte, később azonban, augusztus 12-én, III. Napóleon császártól átvette az összes francia hadsereg fölötti fővezérséget és rögtön elrendelte a visszavonulást Metztől Párizs felé, hogy a Châlons-sur-Marne-nál gyülekező tartalékokkal egyesülhessen. Terve végrehajtásában azonban megakadályozta az első német hadsereg, amely a francia sereg jobb szárnyába kerülve a visszavonulását megkezdő francia sereget augusztus 14-én erélyesen megtámadta és mindaddig feltartóztatta, amíg a folyton a csatatérre és környékére érkező német hadtestekkel szemben Bazaine nem folytathatta visszavonulását és ahelyett, hogy Északra tért volna ki, arra határozta el magát, hogy Metznél állást foglal és ott várja be a németek támadását, akik legyőzetésük esetén nem lettek volna képesek megvert csapataikat hadászati alapjuk felé terelni és következésképpen katasztrófának lettek volna kitéve. A német hadvezetés azonban bízva túlerejében és seregrészeinek kitűnőségében, augusztus 18-án mégis megtámadta Bazaine-t és mert az jobb szárnyának kellő időben való erősbítését elmulasztotta, döntően legyőzte. Bazaine Metz külső erődei mögé vonta vissza seregét és később igen csekély tevékenységet fejtett ki a várat körülfogó németek ellen. Csak ritkán és akkor is megdöbbentő ügyetlenséggel kísérelt meg kitöréseket. A sedani fegyverletétel után egyáltalán nem mozdult, azt remélve, hogy Franciaország, hadsereg hiányában, úgyis mielőbb békét fog kötni, ezután pedig az egyedüli francia fegyveres hatalom élén ő lesz a helyzet ura. Azonban csalódnia kellett. Franciaország rögtönzött hadseregeivel még öt hónapig tartóztatta fel a német hadsereget Párizs előtt, és ennyi időre Bazaine hadseregének nem volt élelmiszere. Szeptember végétől kezdve már katonai lovakkal táplálták a katonákat és végül október 27-én Bazaine és hadserege (170 000 fő 427 tábori ágyúval és golyószóróval) lerakta a fegyvert és hadifogságba került Németországba.
A hadjárat befejezése után Adolphe Thiers egy ideig még megvédte a közvélemény által nemcsak ügyetlenséggel és gyávasággal, de hazaárulással is vádolt Bazaine-t. Minthogy e vádakat később a hadsereg kitűnőségei is nyíltan felhozták, Bazaine kényszerítve volt hadtörvényszéki vizsgálatot kérni maga ellen. A haditörvényszék Henri d’Orléans-nak, Aumale hercegének (Lajos Fülöp exkirály fiának) elnöksége alatt ült össze a versailles-i Nagy-Trianon kastélyban. A vizsgálat egy évnél is hosszabb időt át tartott. 1873. december 10-én a haditörvényszék Bazaine-t lefokozásra és halálra ítélte, egyidejűleg azonban a köztársaság elnökének kegyelmébe ajánlotta „a sors által amúgy is eléggé sújtott aggastyánt”.
Patrice de Mac-Mahon tábornagy, köztársasági elnök az ítéletet helyben hagyta ugyan, de a halálbüntetés helyett 20 évi várfogságot szabott ki büntetésül. Bazaine-t a Cannes melletti Sainte Marguerite-szigeten lévő várban helyezték fogságba, ahonnan azonban már 1874. augusztus 10-én feleségének közreműködésével megszökött és Spanyolországba menekült. Madridban élt visszavonultan haláláig. Saját védelmében megírta az Episodes de la guerre de 1870 et le blocus de Metz (Párizs, 1883) című röpiratot.